# Estación de Verdaguer
Verdaguer es una estación del Metro de Barcelona perteneciente a las líneas 4 y 5, y una estación del Tram de Barcelona, situada en la plaza de Mosén Jacint Verdaguer, en el distrito del Ensanche de Barcelona.
Esta estación fue inaugurada en 1970, debido a la ampliación de la Línea V entre la estación de Diagonal y la de Sagrera con el nombre de General Mola. En 1973, entró en servicio la Línea IV al abrirse el primer tramo de la misma entre Jaime I y Joanich.
En 1982 se cambió el nombre por el actual de Verdaguer en honor al famoso escritor Jacint Verdaguer, al tiempo que la Línea IV y la Línea V adoptaron la numeración arábiga y pasaron a llamarse Línea 4 y Línea 5 respectivamente.
El 10 de noviembre fue inaugurada la estación de tranvía, dentro de la primera fase de prolongación del tranvía por la Avenida Diagonal, entre la plaza de las Glorias Catalanas y la calle de Gerona.

## Líneas y conexiones
| << cabecera                     | < estación                      | línea | estación >      | cabecera >>            |
| ------------------------------- | ------------------------------- | ----- | --------------- | ---------------------- |
| Metro                           |                                 |       |                 |                        |
| Trinitat Nova                   | Joanic                          |       | Girona          | La Pau                 |
| Cornellà Centre                 | Diagonal                        |       | Sagrada Família | Vall d'Hebron          |
| Trambesòs                       |                                 |       |                 |                        |
| Terminal Diagonal - Cinc d'Oros | Terminal Diagonal - Cinc d'Oros |       | Sicília         | Estación de San Adrián |